# Joseph White (Kameramann)
Joseph White (* 2. November 1978 in Dover, New Jersey) ist ein US-amerikanischer Kameramann.
Joseph White wuchs in New York City auf und ist Kameramann für Werbeclips, Musikvideos und seit 2004 auch für Film und Fernsehen tätig. Bis 2017 wirkte er an über 60 Produktionen mit, darunter Kurzfilme und immer wieder Horrorfilme.

## Filmografie (Auswahl)
- 2007: Shelter
- 2008: Repo! The Genetic Opera
- 2008: Porn Horror Movie (One-Eyed Monster)
- 2010: Mother’s Day – Mutter ist wieder da (Mother’s Day)
- 2010: Café – Wo das Leben sich trifft (Café)
- 2011: 11-11-11 – Das Tor zur Hölle (11-11-11)
- 2012: Silent Night – Leise rieselt das Blut (Silent Night)
- 2012: Under the Bed – Es lauert im Dunkeln (Under the Bed)
- 2016: Wer kriegt den Hund? (Who Gets the Dog)